# Dawn (альбом Danger Danger)
Dawn — третий альбом американской хард-рок-группы Danger Danger, выпущенный 5 июня 1995 года на независимом лейбле Low Dice Records.

## Об альбоме
Dawn записан в совершенно ином направлении: музыкальном, лирическом и имиджевом плане, чем на предыдущих альбомах. Его часто сравнивают с альбомом рок-группы Warrant Ultraphobic.
Dawn был выпущен вместо Cockroach, релиз которого был запланирован на 1993 год. Связано это было с тем, что уволенный на тот момент вокалист Тед Поли успешно подал в суд, предотвратив выпуск альбома.
Басист Скотт Браун, ранее игравший с Лейном в качестве сольного исполнителя, играл во время короткого тура с октября по декабрь 1995 года.
Обложка альбома двусмысленна: на ней изображён рассвет, а также мальчик, страдающий синдромом Дауна.

## Треклист
Все примечания взяты из оригинального LP.
Слова и музыка всех песен — Пол Лейн и Бруно Равель.
| №  | Название       | Длительность |
| -- | -------------- | ------------ |
| 1. | «Helicopter»   | 4:58         |
| 2. | «Crawl»        | 4:53         |
| 3. | «Punching Bag» | 4:58         |
| 4. | «Mother Mercy» | 4:32         |
| 5. | «Sorry»        | 5:22         |

| №                   | Название              | Длительность |
| ------------------- | --------------------- | ------------ |
| 6.                  | «Drivin' Sideways»    | 3:48         |
| 7.                  | «Goodbye»             | 3:48         |
| 8.                  | «Wide Awake And Dead» | 6:12         |
| 9.                  | «Nobody Cares»        | 4:37         |
| 10.                 | «Heaven's Fallin'»    | 5:44         |
| 11.                 | «Hard»                | 5:30         |
| Общая длительность: | Общая длительность:   | 54:25        |

## Участники записи
Все примечания взяты из оригинального LP.
Danger Danger
- Пол Лейн — ведущий вокал, B-3 (трек 4), акустическая гитара (треки 7, 8 и 11)
- Бруно Равель — соло- и ритм-гитара, бас, бэк-вокал, клавишные (трек 10),
- Стив Уэст — ударные, перкуссия (трек 7)

Производство
- Пол Лейн и Бруно Равель — композитор, продюсер
- Эрл Торно — микшеринг
- Лайл Оверко[англ.] — арт-директор, дизайн
- Пол Орофино — инжиниринг, ассистент
- Стив Козловски — инжиниринг
- Питер Деннегберг — мастеринг
- Аннамария Дисанто — фотографии